# Теория линейных стационарных систем
Теория линейных стационарных систем — раздел теории динамических систем, изучающий поведение и динамические свойства линейных стационарных систем (ЛСС). Используется для изучения процессов управления техническими системами, для цифровой обработки сигналов и в других областях науки и техники.

## Обзор
Определяющими свойствами для любой линейной стационарной системы являются линейность и стационарность:
- Линейность означает линейную связь между входом и выходом системы.

Формально, линейной называется система, обладающая следующим свойством: 
если сигнал на входе системы можно представить взвешенной суммой воздействий (например, двух) —
x(t) = A·x1(t) + B·x2(t)
то сигнал на выходе системы является также взвешенной суммой реакций на каждое из воздействий —
y(t) = A·y1(t) + B·y2(t)
для любых постоянных A и B.
- Стационарность — означает, что выходной сигнал системы как реакция на любой заданный входной сигнал одинаков для любого момента приложения входного сигнала (с точностью до времени запаздывания момента приложения входного сигнала). В более узком смысле — при запаздывании входного сигнала по времени на некоторую величину, выходной сигнал будет запаздывать на ту же самую величину.

Динамика систем, обладающих вышеперечисленными свойствами, может описываться одной простой функцией, к примеру, импульсной переходной функцией. Выход системы может рассчитываться как свёртка входного сигнала с импульсной переходной функцией системы. Этот метод анализа иногда называется анализом во временной области. Сказанное справедливо и для дискретных систем.

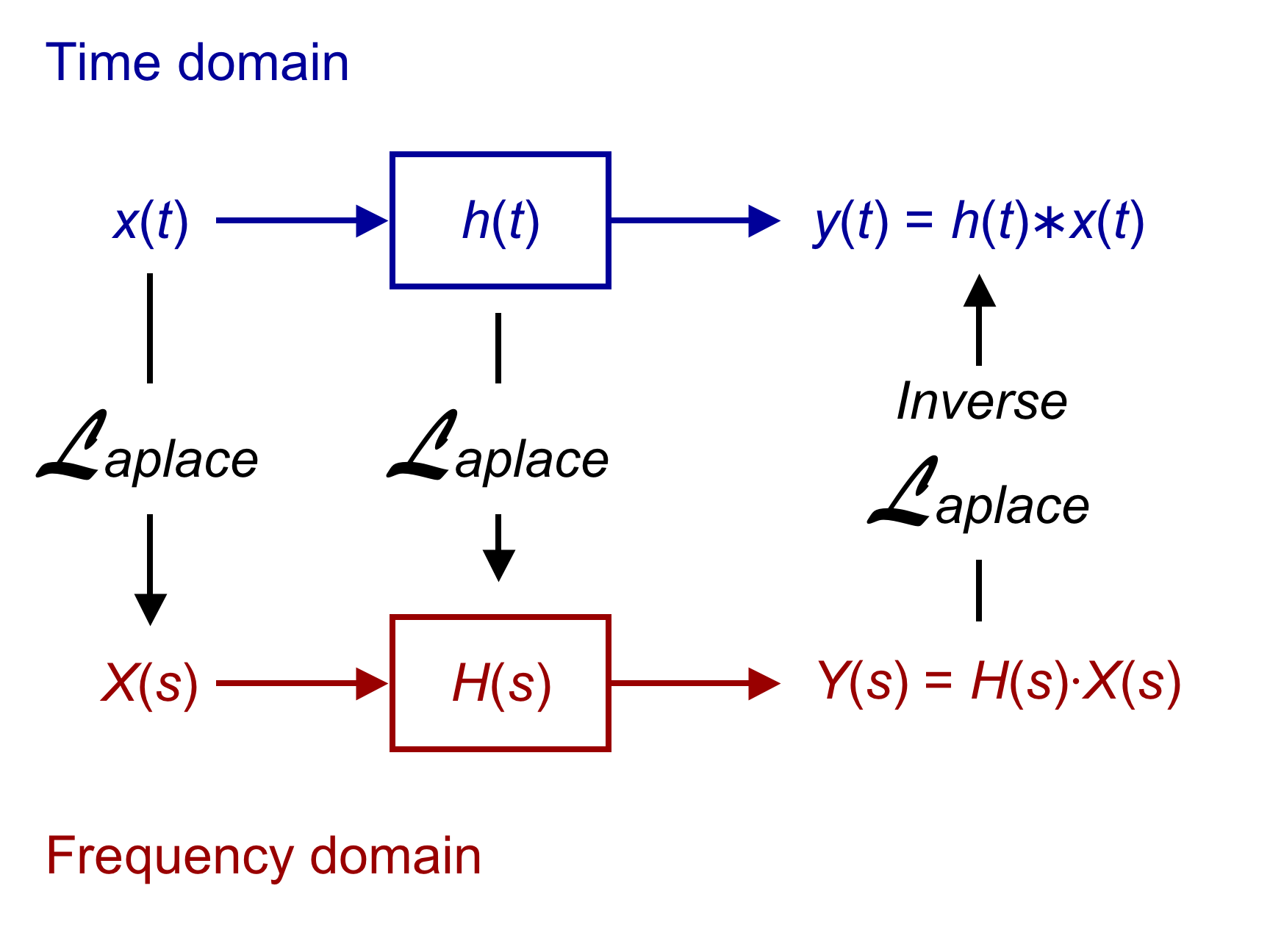
Связь между временно́й и частотной областями

Кроме того, любая ЛСС может быть описана в частотной области с помощью своей передаточной функции, которая является преобразованием Лапласа импульсной переходной функции (или Z-преобразованием в случае дискретных систем). В силу свойств этих преобразований, выход системы в частотной области будет равен произведению передаточной функции и соответствующего преобразования входного сигнала. Другими словами, свёртке во временной области соответствует умножение в частотной области.
Для всех ЛСС собственные функции являются комплексными экспонентами. То есть, если вход системы представляет собой комплексный сигнал {\displaystyle A\exp({st})} с некоторой комплексной амплитудой {\displaystyle A} и частотой {\displaystyle s}, то выход будет равен некоторому сигналу {\displaystyle B\exp({st})} с комплексной амплитудой {\displaystyle B}. Отношение {\displaystyle B/A} будет являться передаточной функцией системы на частоте {\displaystyle s}.
Так как синусоиды представляют собой сумму комплексных экспонент с комплексно-сопряжёнными частотами, если вход системы — синусоида, то выходом системы будет также синусоида, в общем случае с другой амплитудой и фазой, но с той же частотой.
Теория ЛСС хорошо подходит для описания многих систем. Большинство ЛСС гораздо проще анализировать, чем нестационарные и нелинейные системы. Любая система, динамика которой описывается линейным дифференциальным уравнением с постоянными коэффициентами, является линейной стационарной системой. Примерами таких систем являются электрические схемы, собранные из резисторов, конденсаторов и катушек индуктивности (RLC-цепочки). Груз на пружинке также можно считать ЛСС.
Большая часть общих концепций ЛСС схожа как в случае непрерывных систем, так и в случае дискретных систем.

## Стационарность и линейные преобразования
Рассмотрим нестационарную систему, чья импульсная характеристика представляет собой функцию двух переменных. Посмотрим, как свойство стационарности поможет нам избавиться от одного измерения. К примеру, пусть входной сигнал — {\displaystyle x(t)}, где аргумент — числа действительной оси, то есть {\displaystyle t\in \mathbb {R} }. Линейный оператор {\displaystyle {\mathcal {H}}} показывает, как система отрабатывает этот входной сигнал. Соответствующий оператор для некоторого набора аргументов представляет собой функцию двух переменных:
{\displaystyle h(t_{1},t_{2}){\mbox{, }}t_{1},t_{2}\in \mathbb {R} .}
Для дискретной системы:
{\displaystyle h[n_{1},n_{2}]{\mbox{, }}n_{1},n_{2}\in \mathbb {Z} .}
Так как {\displaystyle {\mathcal {H}}} — линейный оператор, воздействие системы на входной сигнал {\displaystyle x(t)} представляется линейным преобразованием, описываемым следующим интегралом (интеграл суперпозиции)
{\displaystyle y(t_{1})=\int \limits _{-\infty }^{\infty }h(t_{1},t_{2})\,x(t_{2})\,dt_{2}.}
Если линейный оператор {\displaystyle {\mathcal {H}}} ко всему прочему является и стационарным, тогда
{\displaystyle h(t_{1},t_{2})=h(t_{1}+\tau ,t_{2}+\tau )\qquad \forall \,\tau \in \mathbb {R} .}
Положив
{\displaystyle \tau =-t_{2},}
получим:
{\displaystyle h(t_{1},t_{2})=h(t_{1}-t_{2},0).}
Для краткости записи второй аргумент в {\displaystyle h(t_{1},t_{2})} обычно опускается и интеграл суперпозиции становится интегралом свёртки:
{\displaystyle y(t_{1})=\int \limits _{-\infty }^{\infty }h(t_{1}-t_{2})\,x(t_{2})\,dt_{2}=(h*x)(t_{1}).}
Таким образом, интеграл свёртки показывает как линейная стационарная система отрабатывает любой входной сигнал.
Полученное соотношение для дискретных систем:
{\displaystyle y[n_{1}]=\sum _{n_{2}=-\infty }^{\infty }h[n_{1}-n_{2}]\,x[n_{2}]=(h*x)[n_{1}].}

## Импульсная переходная функция
Если ко входу системы приложить входной сигнал в виде дельта-функции Дирака, результирующий выходной сигнал ЛСС будет представлять собой импульсную переходную функцию системы. Запись:
{\displaystyle (h*\delta )(t)=\int \limits _{-\infty }^{\infty }h(t-\tau )\,\delta (\tau )\,d\tau =h(t),}
Для дискретной системы:
{\displaystyle x[n]=\sum _{m=-\infty }^{\infty }x[m]\delta [n-m].}
(из-за свойства сдвига дельта-функции).
Заметим, что:
{\displaystyle h(t)=h(t,0)\ ({\mbox{with }}t=t_{1}-t_{2})}
то есть {\displaystyle h(t)} — импульсная переходная функция системы
Импульсная переходная функция используется для того, чтобы найти выходной сигнал системы как реакцию на любой входной сигнал. Кроме того, любой вход может быть представлен в виде суперпозиции дельта-функций:
{\displaystyle x(t)=\int \limits _{-\infty }^{\infty }x(\tau )\delta (t-\tau )\,d\tau }
Приложив ко входу системы, получим:
{\displaystyle {\mathcal {H}}x(t)={\mathcal {H}}\int \limits _{-\infty }^{\infty }x(\tau )\delta (t-\tau )\,d\tau }
{\displaystyle \quad =\int \limits _{-\infty }^{\infty }{\mathcal {H}}x(\tau )\delta (t-\tau )\,d\tau } (так как {\displaystyle {\mathcal {H}}} линейна)
{\displaystyle \quad =\int \limits _{-\infty }^{\infty }x(\tau ){\mathcal {H}}\delta (t-\tau )\,d\tau } (так как {\displaystyle x(\tau )} постоянна по t и {\displaystyle {\mathcal {H}}} линейна)
{\displaystyle \quad =\int \limits _{-\infty }^{\infty }x(\tau )h(t-\tau )\,d\tau } (by definition of {\displaystyle h(t)})
В импульсной переходной функции {\displaystyle h(t)} содержится вся информация о динамике ЛСС.

## Собственные функции
Собственная функция — функция, для которой выход оператора представляет собой ту же функцию, в общем случае с точностью до постоянного множителя. Запись:
{\displaystyle {\mathcal {H}}f=\lambda f},
где f — собственная функция, и {\displaystyle \lambda } — собственное число, константа.
Экспоненты {\displaystyle e^{st}}, где {\displaystyle s\in \mathbb {C} } являются собственными функциями линейного стационарного оператора. Простое доказательство:
Пусть входной сигнал системы {\displaystyle x(t)=e^{st}}. Тогда выходной сигнал системы {\displaystyle h(t)} равен:
{\displaystyle \int \limits _{-\infty }^{\infty }h(t-\tau )e^{s\tau }d\tau }
что эквивалентно следующему выражению в силу коммутативности свёртки:
{\displaystyle \int \limits _{-\infty }^{\infty }h(\tau )\,e^{s(t-\tau )}\,d\tau }
{\displaystyle \quad =e^{st}\int \limits _{-\infty }^{\infty }h(\tau )\,e^{-s\tau }\,d\tau }
{\displaystyle \quad =e^{st}H(s)},
где
{\displaystyle H(s)=\int \limits _{-\infty }^{\infty }h(t)e^{-st}dt}
зависит только от s.
Таким образом, {\displaystyle e^{st}} — собственная функция ЛСС.

## Преобразования Лапласа и Фурье
Преобразование Лапласа
{\displaystyle H(s)={\mathcal {L}}\{h(t)\}=\int \limits _{-\infty }^{\infty }h(t)e^{-st}dt}
является точным способом получить собственные числа из импульсной переходной функции. Особенный интерес представляют чистые синусоиды, то есть экспоненты вида {\displaystyle \exp({j\omega t})} где {\displaystyle \omega \in \mathbb {R} } и {\displaystyle j} — мнимая единица. Они обычно называются комплексными экспонентами даже если аргумент не имеет действительной части. Преобразование Фурье {\displaystyle H(j\omega )={\mathcal {F}}\{h(t)\}} даёт собственные числа для чисто комплексных синусоид. {\displaystyle H(s)} называется передаточной функцией системы, иногда в литературе этот термин применяют и к {\displaystyle H(j\omega )}.
Преобразование Лапласа обычно используется для односторонних сигналов, то есть при нулевых начальных условиях. Начальный момент времени без потери общности принимается за ноль, а преобразование берётся от ноля до бесконечности (преобразование, которое получается при интегрировании также и до минус бесконечности, называется двустороннее преобразование Лапласа).
Преобразование Фурье используется для анализа систем, через которые проходят периодические сигналы, и во многих других случаях — например, для анализа системы на устойчивость.
Из-за свойств свёртки для обоих преобразований имеют место следующие соотношения:
{\displaystyle y(t)=(h*x)(t)=\int \limits _{-\infty }^{\infty }h(t-\tau )x(\tau )d\tau }
{\displaystyle \quad ={\mathcal {L}}^{-1}\{H(s)X(s)\}}
Для дискретных систем:
{\displaystyle y[n]=(h*x)[n]=\sum _{m=-\infty }^{\infty }h[n-m]x[m]}
{\displaystyle \quad ={\mathcal {Z}}^{-1}\{H(s)X(s)\}}

## Некоторые свойства
Некоторые из важных свойств любой системы — причинность и устойчивость. Для того, чтобы система существовала в реальном мире, должен выполняться принцип причинности. Неустойчивые системы могут быть построены и иногда быть даже полезными.

### Причинность
Система называется причинной, если её выход зависит только от текущего или предыдущего приложенного воздействия. Необходимое и достаточное условие причинности:
{\displaystyle h(t)=0\quad \forall t<0,}
Для дискретных систем:
{\displaystyle h[n]=0\ \forall n<0,}
где {\displaystyle h(t)} — импульсная переходная функция. В явном виде определить причинная система или нет из её преобразования Лапласа в общем случае невозможно, так как обратное преобразование Лапласа не является уникальным. Причинность может быть определена когда задана область сходимости.

### Устойчивость
Система является устойчивой по ограниченному входу, ограниченному выходу (англ. bounded input, bounded output stable, BIBO stable) если для каждого ограниченного входа выходной сигнал является конечным. Запись:
Если
{\displaystyle ||x(t)||_{\infty }=\lim _{p\to \infty }\left(\int \limits _{-\infty }^{\infty }|x(t)|^{p}dt\right)^{1/p}<\infty }
и
{\displaystyle ||y(t)||_{\infty }=\lim _{p\to \infty }\left(\int \limits _{-\infty }^{\infty }|y(t)|^{p}dt\right)^{1/p}<\infty }
(то есть, максимумы абсолютных значений {\displaystyle x(t)} и {\displaystyle y(t)} конечны), тогда система устойчива. Необходимое и достаточное условие устойчивости: импульсная переходная характеристика системы, {\displaystyle h(t)}, должна удовлетворять выражению
{\displaystyle ||h(t)||_{1}=\int \limits _{-\infty }^{\infty }|h(t)|dt<\infty .}
Для дискретных систем:
{\displaystyle ||h[n]||_{1}=\sum _{n=-\infty }^{\infty }|h[n]|<\infty .}
В частотной области область сходимости должна содержать мнимую ось {\displaystyle s=j\omega }.